# Nuevo Paso Nazareno
Nuevo Paso Nazareno är en ort i Mexiko.   Den ligger i kommunen San Miguel Soyaltepec och delstaten Oaxaca, i den sydöstra delen av landet, 300 km öster om huvudstaden Mexico City. Nuevo Paso Nazareno ligger 47 meter över havet och antalet invånare är 2 193.
Terrängen runt Nuevo Paso Nazareno är platt åt nordost, men åt sydväst är den kuperad. Terrängen runt Nuevo Paso Nazareno sluttar österut. Runt Nuevo Paso Nazareno är det ganska tätbefolkat, med 139 invånare per kvadratkilometer. Närmaste större samhälle är Isla Soyaltepec, 17,8 km sydväst om Nuevo Paso Nazareno. Trakten runt Nuevo Paso Nazareno består till största delen av jordbruksmark.